# Хобяр
„Хобяр“ (на турски: Hobyar) е квартал на Истанбул, разположен в градска околия Фатих. Общата му площ е 0,20 км2. Според данни на Адресната система за регистриране на населението (ABPRS) към 2024 г. населението на „Хобяр“ е 89 жители.